# Lijst van stripuitgeverijen
Dit is een lijst van bestaande en voormalige uitgeverijen van stripverhalen.

## Amerikaanse uitgeverijen
- Archie Comics
- Dark Horse Comics
- DC Comics
- Image Comics
- Marvel Comics

## Belgische uitgeverijen
- Arcadia
- Ballon Media
- Uitgeverij Bonte
- Bries
- Casterman
- Uitgeverij Daedalus
- Dupuis
- Uitgeverij Het Volk
- INdruk
- Kennes Uitgeverij
- Le Lombard
- Novedi
- Media Geuzen
- Medusa
- Microbe uitgeverij
- Oogachtend
- Saga Uitgaven
- Standaard Uitgeverij
- Toog
- Uitgeverij Talent
- Frémok

## Franse uitgeverijen
- Albin Michel
- Bambou
- Dargaud
- Delcourt
- Futuropolis
- Glénat
- Hachette Livre
- Les Humanoïdes Associés
- Soleil
- Semic

## Nederlandse uitgeverijen
- Arboris
- Atlas
- Big Balloon
- CentriPress
- C-edition
- Dark Dragon Books
- Uitgeverij Don Lawrence Collection
- De Geus
- Gorilla (Imprint Strip 2000)
- Uitgeverij Helmond
- Uitgeverij HUM!
- Juniorpress
- Uitgeverij L (Imprint Don Lawrence Collection)
- Oberon
- Oog & Blik
- Real free press
- Scratchbooks
- Sherpa (uitgeverij)
- Silvester strips
- Strip2000
- Syndikaat

## Spaanse uitgeverijen
- Norma Editorial
- Toutain Editor

## Overige landen
- Marsu Productions, Monegaskische uitgeverij
- Paquet, Zwitserse uitgeverij
- Semic Press